# Buffelgräs
Buffelgräs (Buchloe dactyloides) är en gräsart som först beskrevs av Thomas Nuttall, och fick sitt nu gällande namn av Georg George Engelmann. Buchloe dactyloides ingår som enda art i släktet Buchloe och familjen gräs. Inga underarter finns listade i Catalogue of Life.
Buffelgräs är ett lågväxt, spätt gräs som är utomordentligt viktigt som det huvudsakligaste inslaget i de nordamerikanska präriernas vegetation. I sommartorra trakter äts även det vissnade gräset av boskap och ett regn får det på kort tid att på nytt grönska.

## Bildgalleri

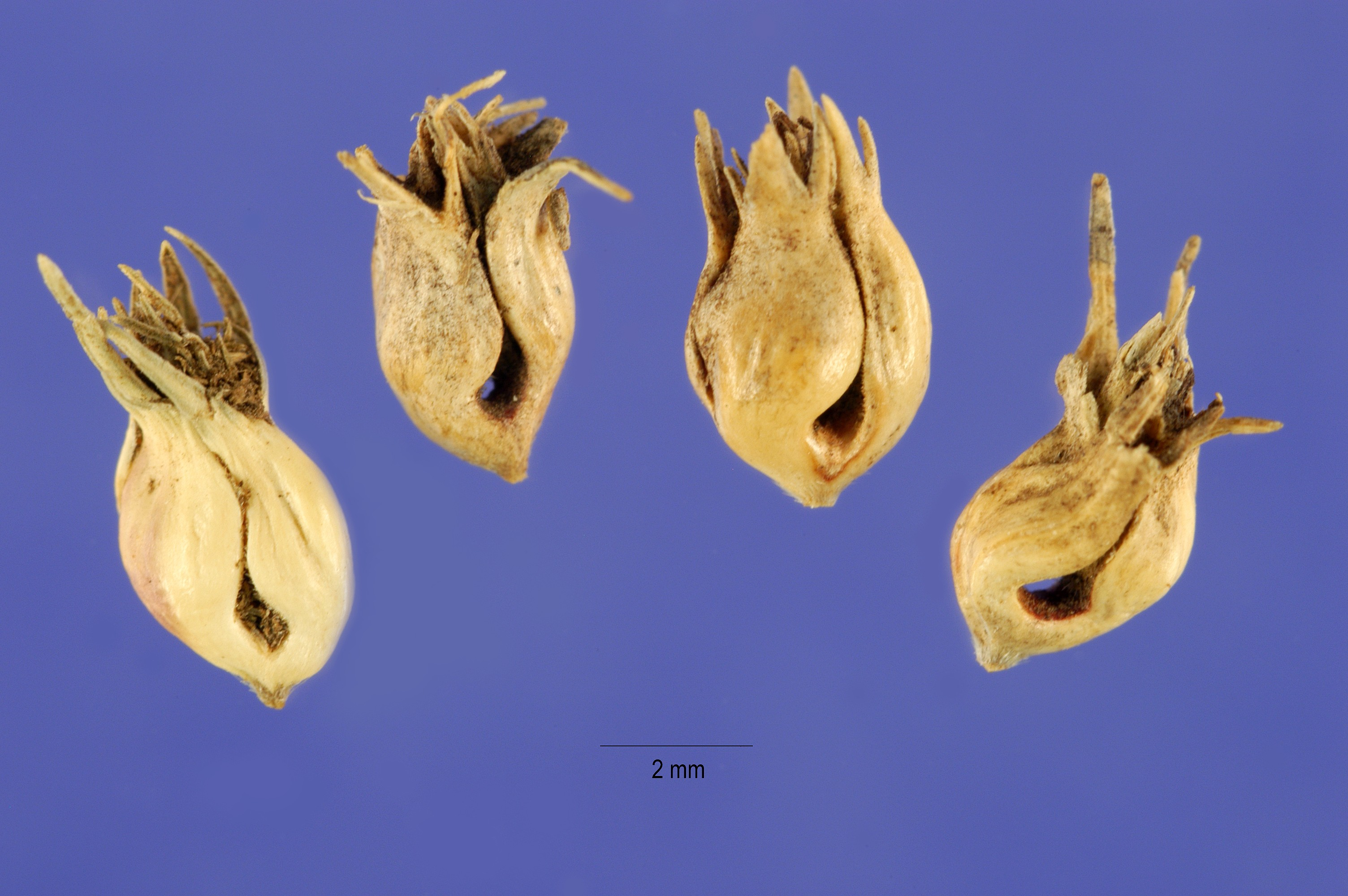
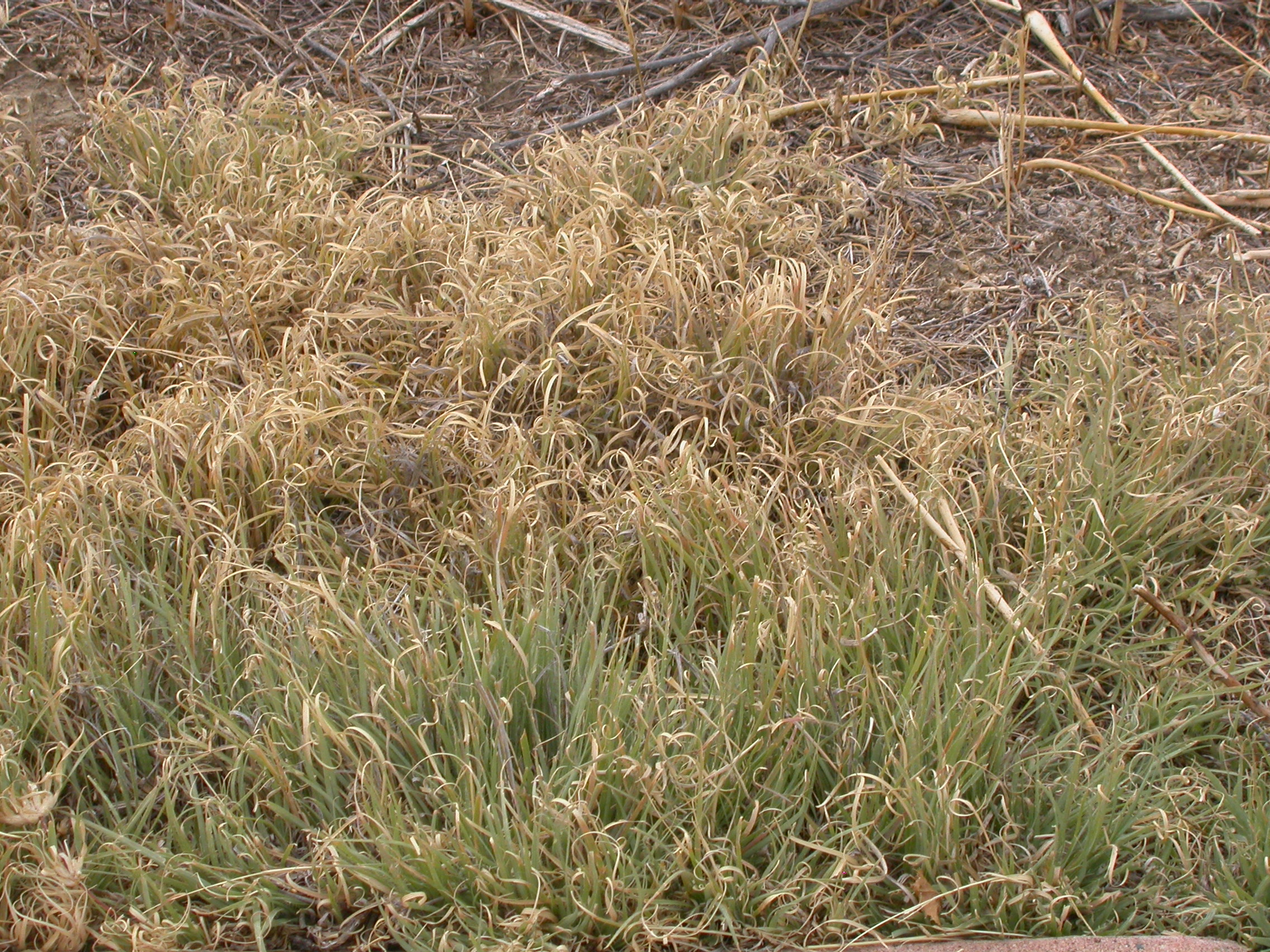
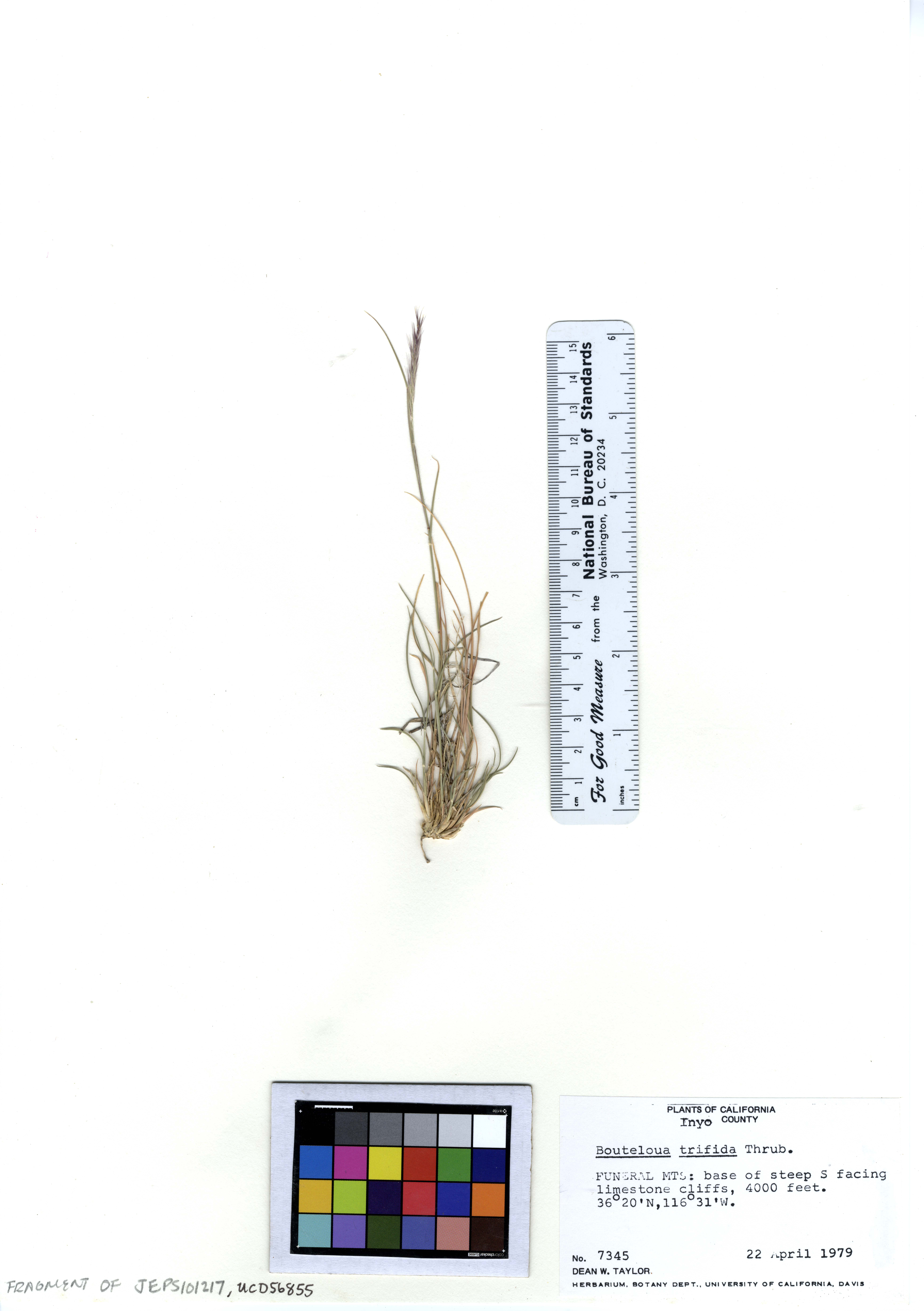
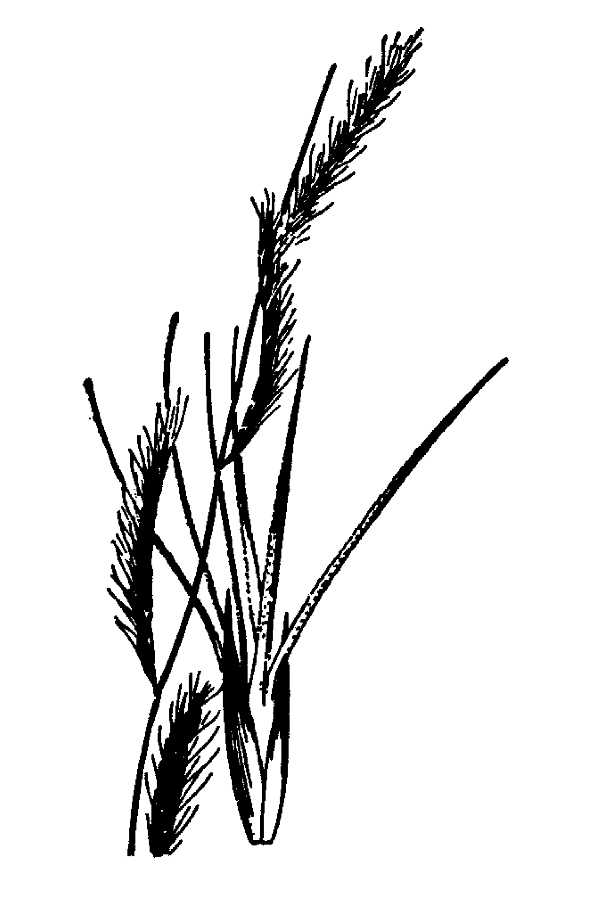
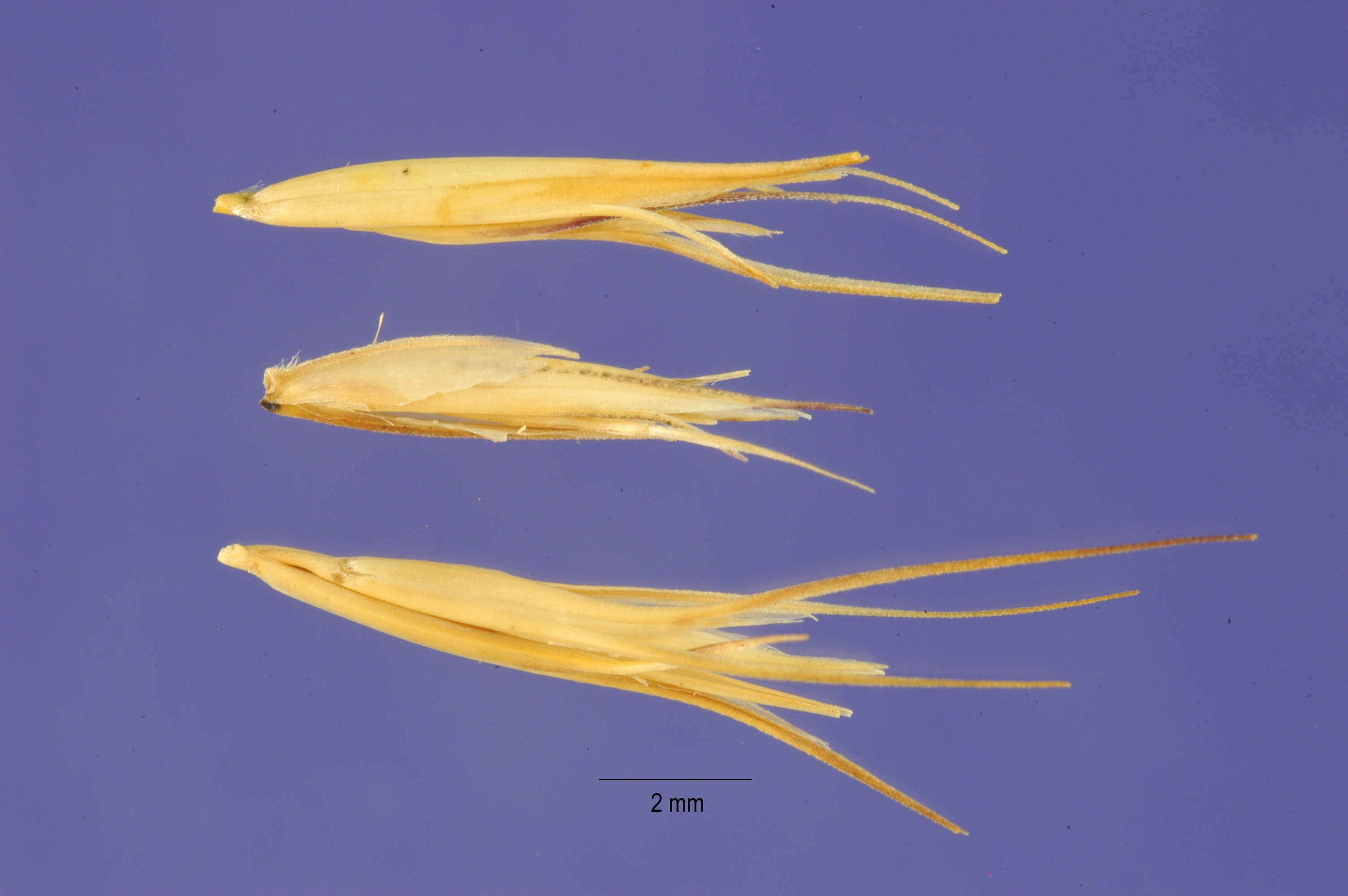